# Leitner Zoltán
Leitner Zoltán, írói neve: Leitner-Lukács Zoltán (Nagyvárad, 1896. december 18. – 1945. koncentrációs táborban) erdélyi zsidó származású közíró, műfordító, szerkesztő.

## Életútja
Leitner Lázár és Engelmann Regina fiaként született. Középiskolai tanulmányainak elvégzése után (1913) irodalmi pályára lépett: a budapesti Múlt és Jövő, majd Nagyváradi Napló munkatársa. Magyarra dolgozta át Hermann Schwab Gyermekálmok c. ifjúsági könyvét (1915), lefordította S. Sachmovitz Litvániai történetek c. kötetét (Budapest, 1917), Salom Asch A bosszú istene című regényét (1919). Felelős szerkesztője a Mizrachi című zsidó hetilapnak.
A két világháború között publicisztikájával a Nagyváradi Naplóban és a kolozsvári Új Keletben jelentkezett. Alapító szerkesztője a Zsidó Renaissance Könyvtár sorozatának, s mint az Erdélyi Zsidó Nemzeti Szövetség nagyváradi ügyvezető elnöke bekapcsolódott a közéleti mozgalmakba. A rövid életű Zsidó Kisebbség c. közlöny (1928) szerkesztője, majd a Népünk-Unser Volk-Poporul Nostru c. zsidó hetilap (1929-40) felelős szerkesztője. Nagyvárad öregdiákjainak emlékkönyvébe (1937) megírta szülővárosa zsidóságának történetét. Előszót írt Mezei Béla: Ősök és hősök című kötetéhez (Nagyvárad, 1938. Népünk. Oradea kiad. 198  p.)

## Kötetei
- Őrsön a zsidóság frontján! (Nahum Sokolow előszavával, Nagyvárad, 1930); *Kétszáz esztendő az emberszeretet szolgálatában (A nagyváradi Izraelita Szeretetegylet története. Nagyvárad, 1931);
- Jaj a legyőzötteknek... (Nagyvárad, 1940);
- Quo vadis Duce? (Olaszországi útijegyzetek, év nélkül).